# Cortodera rubripennis
Cortodera rubripennis — жук из семейства усачей и подсемейства Усачики.

## Описание
Жук длиной от 9 до 14 мм. Время лёта взрослого жука с мая по июнь.

## Распространение
Распространён в Турции и Сирии.

## Экология и местообитания
Жизненный цикл вида длится, возможно, только один год. Кормовые растения неопределённы.